# Jampot
Jampot (englisch für Marmeladentopf) ist unter den Fahrern der englischen klassischen Motorräder der Marken A.J.S. oder Matchless das Synonym für die hinteren Stoßdämpfer, die wegen ihrer Ähnlichkeit mit solchen Töpfen diesen Spitznamen erhielten. Fabrikseitig wurden sie von 1951 bis 1956 von AMC hergestellt.
Jampot ist auch der Titel des Kelkheimer Monatsmagazins des englischen AJS/Matchless-Owners-Club, mit über 2000 Mitgliedern und Sektionen weltweit.